# Maximilian von Liebeherr
Otto Friedrich Maximilian von Liebeherr (* 21. Februar 1814 in Steinhagen (Kirch Mulsow); † 13. September 1896 in Rostock) war ein deutscher Verwaltungsjurist und Richter in Mecklenburg-Schwerin. Er war Kurator der Universität Rostock und Präsident des Oberlandesgerichts Rostock.

## Leben
Maximilian von Liebeherr war der jüngste Sohn des Gutsbesitzers Karl Friedrich Wilhelm von Liebeherr, Mecklenburg-Schwerinscher Distriktsoberst und preußischer Major a. D., und dessen Ehefrau Johanna Charlotte, geborene Haag, einer Tochter des Bürgermeisters von Danzig. Er besuchte bis 1832 die Domschule Güstrow. Im selben Jahr begann er das Jurastudium, das ihn von der Ruprecht-Karls-Universität Heidelberg über die Georg-August-Universität Göttingen an die Universität Rostock führte. Er war Angehöriger des Corps Vandalia Göttingen und Ehrenmitglied des Corps Vandalia Rostock.

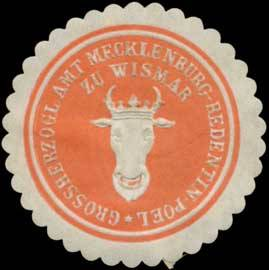
Mecklenburg-Redentin und Poel

Nach dem Studium wurde er 1837 Auditor und Mitarbeiter ohne Votum in Wismar, wo die Domanialämter Redentin und Poel ihren Sitz hatten und Liebeherr sein Richterexamen vorbereiten konnte. Nach dem Richterexamen im März 1841 wurde er Assessor der Justizkanzlei Güstrow. Im Juli 1844 zum Kanzleirat befördert, wurde Liebeherr 1845 zum Justizrat ernannt und in die Justizkanzlei Schwerin versetzt.
Während der Deutschen Revolution wurde von Liebeherr, ein Vertreter der äußersten Rechten, als Abgeordneter in die konstituierende Versammlung gewählt. Am 11. Mai 1849 wurde er in die vom Großherzog eingesetzte (vierköpfige) Kommission delegiert, die mit der Abgeordnetenkammer verhandeln sollte. Nach der Verabschiedung des Staatsgrundgesetzes am 10. Oktober 1849 wurde er Justizminister. Kurzfristig war er in jener Zeit auch Mitredakteur des Mecklenburgischen Volksblattes.
Als Friedrich Franz II. (Mecklenburg) wegen der Proteste gegen die Verfassung einlenkte und den Freienwalder Schiedsspruch vom 11. September 1850 ermöglichte, ersuchten Liebeherr und mehrere Kabinettsmitglieder um Entlassung. Sie wurde ihnen am 12. April 1850 gewährt. Liebeherr kehrte als Justizrat in die Schweriner Justizkanzlei zurück.
Am 6. Mai 1851 heiratete er Luise von Meding, eine Tochter vom Ersten Sekretär der Güstrower Justizkanzlei, die ihm eine Tochter schenkte.
1855 wurde er als Gerichtsrat an das Oberappellationsgericht Rostock versetzt. Er wurde 1858 Präsident dieses höchsten Gerichts in Mecklenburg und zugleich Großherzoglicher Konsistorialdirektor. 1870 wurde er als Großherzoglicher Kommissar bei der Immediatkommission zur Direktion der Universitätsfinanzverwaltung eingesetzt. 1871 befasste er sich mit einem Hexenprozess in Röbel/Müritz im Jahre 1659. Das 1872 übertragene Nebenamt als großherzoglicher Provisor des Klosters zum Heiligen Kreuz übte er nur bis zum 21. Juni 1886 aus. 1875 folgte er Carl Friedrich von Both als Vizekanzler und Kurator der Universität Rostock. Er ging am 1. Juli 1887 in den Ruhestand, blieb aber Konsistorialdirektor.
Er war Vorsitzender des Rostocker Kunstvereins und des Rostocker Konzertvereins.

## Ehrungen
- Hausorden der Wendischen Krone, Großkomtur (28. Februar 1876)
- Geh. Rat mit dem Prädikat Exzellenz, zum 50-jährigen Dienstjubiläum am 27. Juni 1887
- Ehrendoktorate der Universität Rostock
  - Dr. iur. (30. Juli 1879)
  - Dr. theol., gelegentlich der Feier von Martin Luthers 400-jährigem Geburtstag am 10. November 1883, wegen seiner 25-jährigen Tätigkeit als Konsistorialdirektor
  - Dr. phil., zum 50-jährigen Dienstjubiläum (1887)
  - Dr. med. (1894)
- Ehrenbürger der Stadt Rostock (1887)

## Werke
- Ueber Volkssouveränität und die Frage, ob die Versammlung der Mecklenburgschen Abgeordneten eine constituirende sei. Schwerin und Rostock 1848.
- Andeutungen über die Reform des Mecklenburgischen Rechts. 1850.